# Sémeries
Sémeries est une commune française située dans le département du Nord, en région Hauts-de-France.

## Géographie
Sémeries se situe dans le sud-est du département du Nord (Hainaut) en plein cœur du parc naturel régional de l'Avesnois.
L'Avesnois est connu pour ses prairies, son bocage et son relief un peu vallonné dans sa partie sud-est (début des contreforts des Ardennes), dite « petite Suisse du Nord ».
En fait, Sémeries fait partie administrativement de l'Avesnois, géologiquement des Ardennes, historiquement du Hainaut et ses paysages rappellent la Thiérache.
La commune se trouve à 100 km de Lille (préfecture du Nord), Bruxelles (Belgique) ou Reims (Marne), à 45 km de Valenciennes, Mons (B) ou Charleroi (B) et à 7 km d'Avesnes-sur-Helpe (sous-préfecture).
Elle comporte un important hameau « Zorées » situé à quatre kilomètres et demi du centre village, sans oublier un ancien hameau « Brode » devenu un quartier du village avec l'avancée de l'urbanisation.
Le village est traversé par une rivière, l'Helpe Majeure. Cette dernière se jette dans la Sambre. Malgré la construction en amont du barrage du Val Joly par EDF en 1967, il arrive encore de voir l'Helpe Majeure sortir temporairement de son lit, même si les inondations par rapport au passé sont devenues beaucoup plus rares et moins importantes. Dernières inondations importantes : juillet 1980 et décembre 1993.
Le village est bordé par les communes d'Avesnelles, Étrœungt, Felleries, Flaumont-Waudrechies, Rainsars, Ramousies et Sains-du-Nord.
La Belgique (Touvent) se trouve à 15 km et le département de l'Aisne (Rocquigny) à 11 km.

### Communes limitrophes
| Flaumont-Waudrechies | Felleries | Ramousies     |
| Avesnelles           | Sémeries  | Sains-du-Nord |
|                      | Étrœungt  | Rainsars      |

### Hydrographie

#### Réseau hydrographique
La commune est située dans le bassin Artois-Picardie. Elle est drainée par l'Helpe Majeure, le ruisseau de la Belleuse, la Cantraine, le ruisseau de Baquy, le ruisseau de Bouvret, le ruisseau de la Planquette, le ruisseau de Merlinry, le ruisseau des Prés hauts et le ruisseau Rieu d'orsy,,.
L'Helpe Majeure, d'une longueur de 69 km, prend sa source dans la commune de Ohain et se jette  dans la Sambre canalisée à Noyelles-sur-Sambre, après avoir traversé 18 communes. Les caractéristiques hydrologiques de l'Helpe Majeure sont données par la station hydrologique située sur la commune. Le débit moyen mensuel est de 3 m3/s. Le débit moyen journalier maximum est de 49,9 m3/s, atteint lors de la crue du 14 novembre 2010. Le débit instantané maximal est quant à lui de 62,6 m3/s, atteint le même jour.

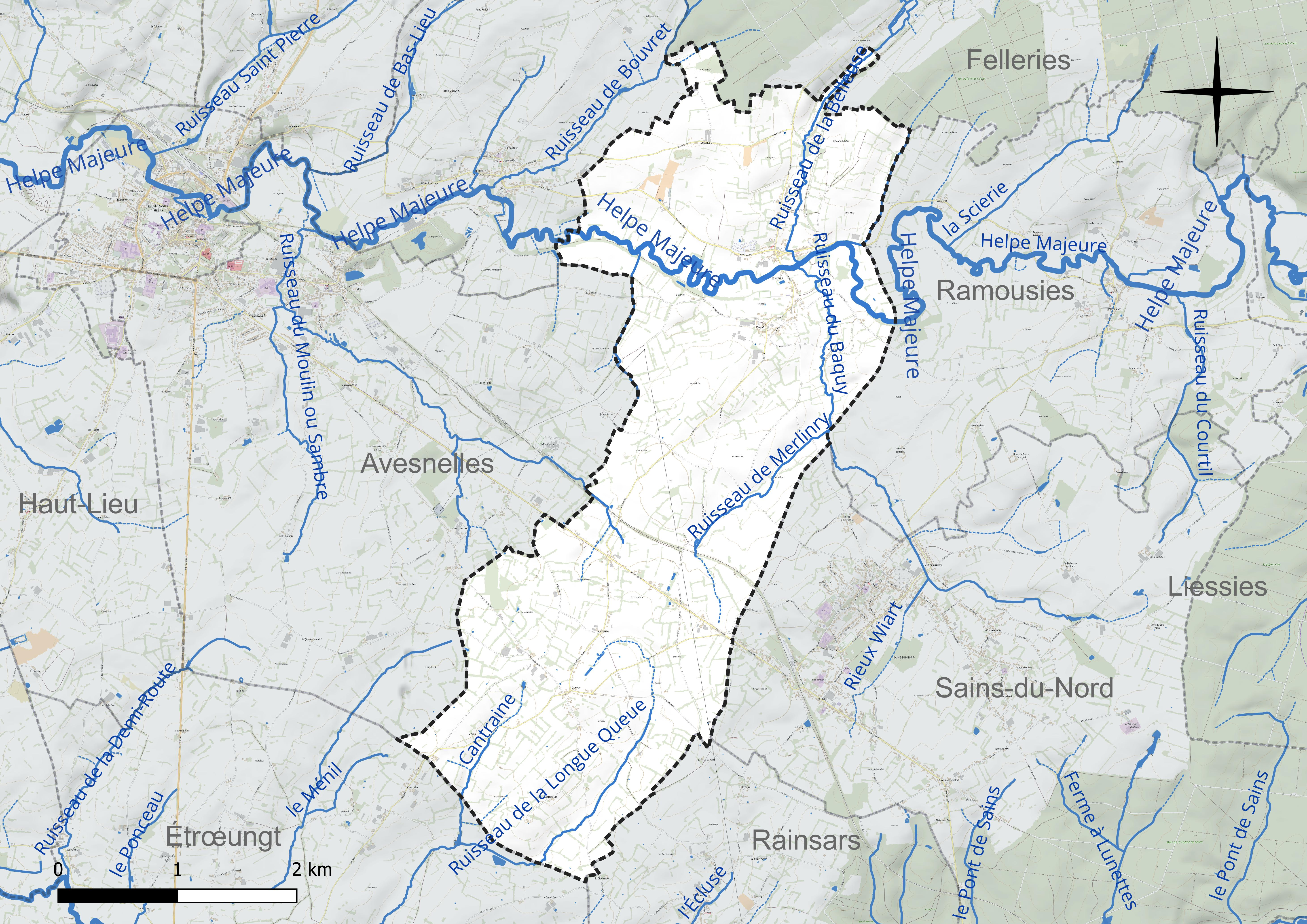
Réseau hydrographique de Sémeries.

#### Gestion et qualité des eaux
Le territoire communal est couvert par le schéma d'aménagement et de gestion des eaux (SAGE) « Sambre ». Ce document de planification concerne un territoire de 1 253 km2 de superficie, délimité par le bassin versant de la Sambre. Le périmètre a été arrêté le 1er novembre 2003 et le SAGE proprement dit a été approuvé le 21 septembre 2012, puis modifié le 18 août 2022. La structure porteuse de l'élaboration et de la mise en œuvre est le syndicat mixte du Parc naturel régional de l'Avesnois. 
La qualité des cours d'eau peut être consultée sur un site dédié géré par les agences de l'eau et l'Agence française pour la biodiversité. 

### Climat
Pour des articles plus généraux, voir Climat des Hauts-de-France et Climat du Nord.
En 2010, le climat de la commune est de type climat des marges montargnardes, selon une étude du CNRS s'appuyant sur une série de données couvrant la période 1971-2000. En 2020, Météo-France publie une typologie des climats de la France métropolitaine dans laquelle la commune est exposée à un climat océanique altéré et est dans la région climatique Nord-est du bassin Parisien, caractérisée par un ensoleillement médiocre, une pluviométrie moyenne régulièrement répartie au cours de l'année et un hiver froid (3 °C). 
Pour la période 1971-2000, la température annuelle moyenne est de 9,9 °C, avec une amplitude thermique annuelle de 14,8 °C. Le cumul annuel moyen de précipitations est de 871 mm, avec 12,7 jours de précipitations en janvier et 10 jours en juillet. Pour la période 1991-2020, la température moyenne annuelle observée sur la station météorologique la plus proche, située sur la commune de Saint-Hilaire-sur-Helpe à 7 km à vol d'oiseau, est de 10,5 °C et le cumul annuel moyen de précipitations est de 802,4 mm,. Pour l'avenir, les paramètres climatiques de la commune estimés pour 2050 selon différents scénarios d'émission de gaz à effet de serre sont consultables sur un site dédié publié par Météo-France en novembre 2022.

## Urbanisme

### Typologie
Au 1er janvier 2024, Sémeries est catégorisée commune rurale à habitat dispersé, selon la nouvelle grille communale de densité à sept niveaux définie par l'Insee en 2022.
Elle est située hors unité urbaine et hors attraction des villes,.

### Occupation des sols
L'occupation des sols de la commune, telle qu'elle ressort de la base de données européenne d'occupation biophysique des sols Corine Land Cover (CLC), est marquée par l'importance des territoires agricoles (95,7 % en 2018), une proportion identique à celle de 1990 (95,7 %). La répartition détaillée en 2018 est la suivante :
prairies (95 %), zones urbanisées (3,6 %), terres arables (0,7 %), forêts (0,7 %). L'évolution de l'occupation des sols de la commune et de ses infrastructures peut être observée sur les différentes représentations cartographiques du territoire : la carte de Cassini (XVIIIe siècle), la carte d'état-major (1820-1866) et les cartes ou photos aériennes de l'IGN pour la période actuelle (1950 à aujourd'hui).

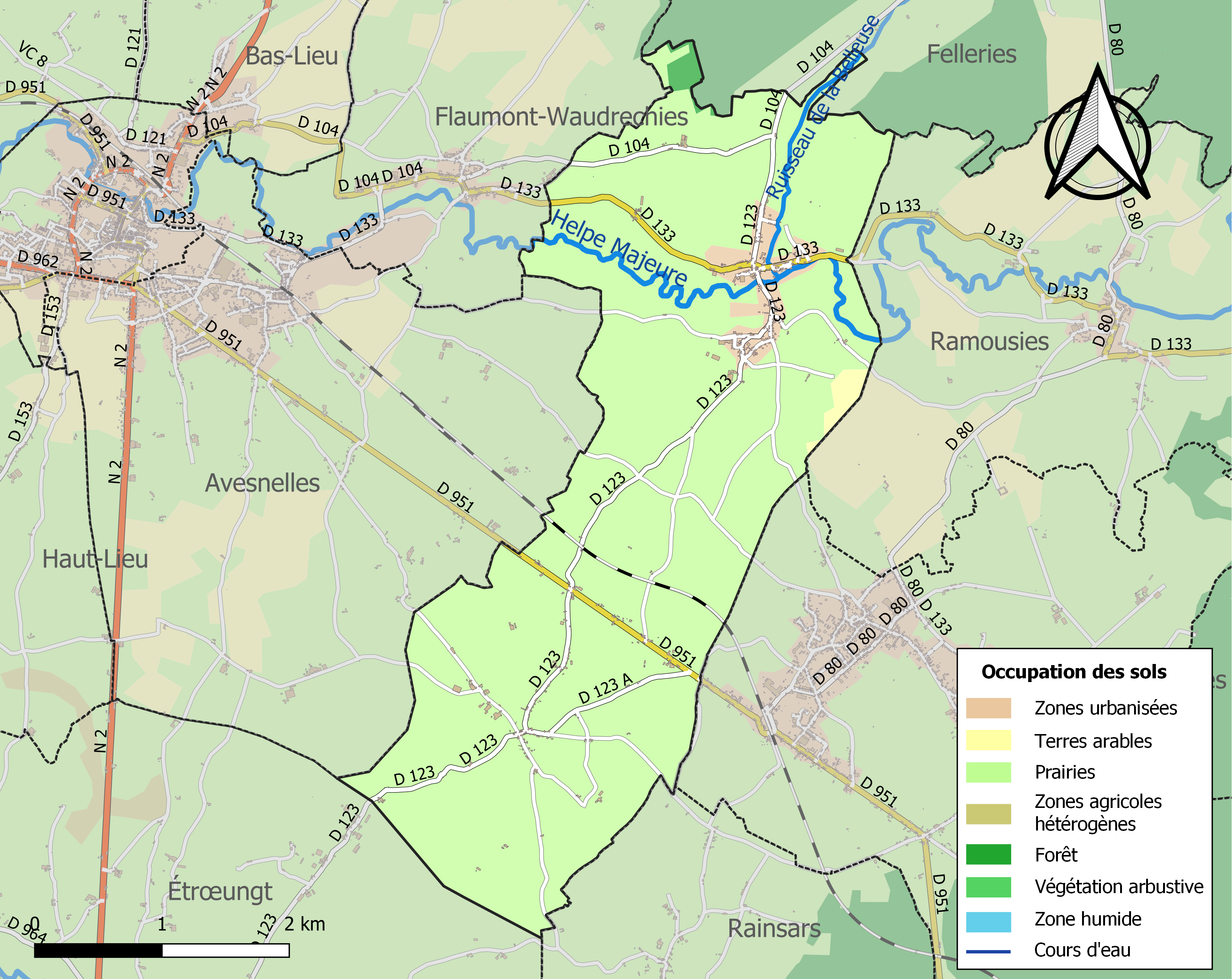
Carte des infrastructures et de l'occupation des sols de la commune en 2018 (CLC).

## Toponymie
- Noms anciens : Semeries, 1095, acte de l'évèque de Cambrai, Gaucher, Semeriis, 1151, cartulaire de l'abbaye de Liessies, Emmeries, 1186, J. de Guise, XII, 339, Semeries, 1203, cart. de l'abbaye d'Alne, Semeries, 1349, Pouillé de Cambrai, Sepmrie, 1609, pierre dans le cœur de l'église.
- Il s'agit d'un des nombreux toponymes en -ies du nord de la France dont la finale est issue du suffixe -i -acum à l'accusatif pluriel -iacas, marqueur de la propriété, et qui est précédé du nom de personne de type germanique Sigismarus[23].

## Héraldique
|  | Les armes de Sémeries se blasonnent ainsi : D'argent à une hure de sanglier défendue du champ et lampassée de gueules. |

## Histoire
Avant 1000 :
Le territoire de Sémeries faisait partie de la région occupée par les Nerviens, une tribu celte belge, avant la domination romaine. En 57 av. J.-C., César a vaincu les Nerviens, permettant à la civilisation gallo-romaine de s'établir durablement dans la région. Ainsi, Sémeries a été intégrée dans la Gaule Belgique, un vaste ensemble régional divisé en cités, et faisait partie de la Cité des Nerviens, dont la capitale était Bagacum, aujourd'hui Bavay. Cependant, au début du Ve siècle, une série d'invasions a mis fin à la romanité dans la région. Les Francs, sous la conduite de Clovis, ont lancé une conquête presque totale de la Gaule depuis Tournai, contribuant à l'effondrement de l'Empire romain d'Occident. Par la suite, les dynasties franques, d'abord mérovingienne puis carolingienne, se sont succédé sur ce territoire.
Après 1000 :
- L'histoire de Sémeries est très ancienne. Ce nom est cité en 1095 dans la charte de fondation de l'abbaye de Liessies.
- Noms Anciens : Semeries, 1095, acte de l'évêque de Cambrai, Gaucher. Semeries, 1107. — Semeriis, 1151, cart. de l'abbaye de Liessies. Emmeries, 1186, J. de Guise, XII, 339. — Semeries, 1203, cart. de l'abb. d'Alne. — Semeries, 1349, Fouillé de Cambrai. — Semery — Simry. — Semeries, documents divers (cf "Bulletin de la commission historique du département du Nord" - tome IX - 1866), Simeri, 1112, charte de l'évêque Odon ; Sermios, 1180, bulle du Pape Alexandre III ; Simereioe, XIe siècle[24]
- L'alleu (terre libre ne relevant d'aucun seigneur) fut donné en 1095 par Thierry d'Avesnes à l'abbaye de Liessies qui le conserva jusqu'à la Révolution.
- Autour de l'an 1200, aurait eu lieu un défrichement de la forêt qui couvrait les hauteurs dominant le village ce qui a permis l'installation du hameau de Zorées, le nom provenant donc des orées (du bois).

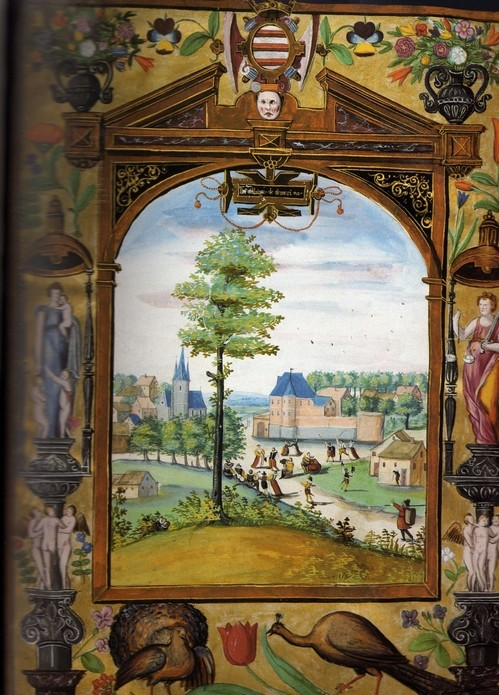
Vu de Sémeries vers 1600

- Un château fort était présent à Sémeries. Visible sur la vue aquarellée des Albums de Croÿ à la fin du XVIe siècle, il comprenait un bâtiment principal à trois niveaux couvert d'une toiture en pavillon, accosté sur sa face nord d'une tourelle et à l'ouest d'un corps de logis. Une grosse tour plus basse ainsi qu'un portail marquaient l'accès à la cour. Le château a été totalement détruit en 1757. Le livre Statistique archéologique du département du Nord - 1867 apporte la précision suivante : « Le fort que les habitants avaient fait construire pour la défense du village, pendant les guerres du XVIe siècle, fut entièrement démoli en 1757 ».
- L'église Saint-Rémy est également visible face au fort sur la vue dessinée par Adrien de Montigny. Elle a été reconstruite en 1617 et un clocher ajouté au XIXe siècle. Cependant a été conservé l'ancien portail en style gothique flamboyant des années 1550. Un édicule construit à proximité en 1543 renferme un Christ de Pitié.
- 1659 : Sémeries est rattaché au royaume de France. Après avoir appartenu aux Pays-Bas espagnol, sous le règle de Louis XIV, par le traité des Pyrénées signé le 7 novembre 1659, Sémeries est rattaché au royaume de France (en même temps que la ville d'Avesnes-sur-Helpe et les communes environnantes).
- À quoi ressemblait Sémeries au XVIIIe siècle ? Grâce à l'atlas de Trudaine, directeur des Ponts et Chaussée, une grande partie du royaume est cartographiée au moyen de 3 000 planches manuscrites aquarellées réalisées entre 1745 et 1780. Les plans suivants sont consultables sur le site internet du ministère de la Culture (base Archim). On y trouve un plan de Sémeries : lien internet et de Zorées que l'on retrouve sous l'appellation Zourées (Encore appelé ainsi par les anciens dans les années 1980...("t"es d'Zourées?...)lien internet.
- 1790 : à la suite de la subdivision des départements français en districts, à compter de 1790, Sémeries se trouve dans le canton d'Avesnes, lui-même appartenant au district d'Avesnes jusqu'en 1795, date à laquelle les districts sont supprimés par la constitution du 5 fructidor An III (22 août 1795).
- 1800 : à la suite de la loi du 28 pluviôse an VIII (17 février 1800) qui crée les arrondissements pour remplacer les districts, Sémeries fait partie de l'arrondissement d'Avesnes-sur-Helpe créé au regard de l'arrêté en date du 17 ventôse an VIII.
- À la fin du XVIIIe siècle, Sémeries compte cinq carrières de moellons, selon les statistiques du préfet Dieudonné publiées en 1810. En 1801, plusieurs manufactures d'étoffe de laine sont également signalées sur la commune. En 1847, la filature Meurisse Frères au lieu-dit le Moulin comporte 2 000 broches (ancien moulin près de la Place de l'Église). Sémeries est considéré dans la seconde moitié du XIXe sièclecomme un petit centre industriel[25].
- Les moulins à eau : deux moulins à eau ont fonctionné à Sémeries. Le premier, situé sur l'Helpe majeure (centre village), appartenait à l'abbaye de Liessies depuis que l'alleu lui fut offert en 1095. À partir de 1880, le grain n'y aurait plus été transformé. La bâtisse actuelle date, quant à elle, du XVIIIe siècle. Le deuxième moulin était situé sur le ruisseau de Bacquit (affluent de l'Helpe Majeure) et rue de Bacquit. Un acte de vente prouve son existence en 1701. Le moulin était actionné par deux roues. Dans les registres publics, on trouve un fonctionnement du moulin en 1766, 1823, 1848, 1867. Pendant la première guerre mondiale, les villageois y ont encore porté leur blé pour obtenir de la farine. L'activité du moulin semble s'être interrompue après 1918[26].
- Sémeries au XIXe siècle : Les plans du cadastre napoléonien de 1813 et 1869 nous en donnent une idée : site internet des Archives départementales du Nord.
- 1838 : annuaire statistique du département du Nord : extrait : "La population de Sémeries est de 711 habitants, dont 80 indigents et 6 mendiants. Son territoire comprend 1344 hectares, savoir : 746 en terres à labour, 484 en prés, 7 en vergers, 8 en bois, 27 en terrains incultes, 4 en fonds d'habitations, 56 en routes et chemins, et 12 en rivières. On y cultive le blé, l'épeautre, le seigle, le méteil, l'orge d'hiver, l'avoine et les pommes de terre. Ses produits principaux sont le blé, l'épeautre et l'avoine. L'industrie des habitants consiste dans la fabrication et la vente du beurre et des fromages. Il existe à Sémeries une brasserie et deux moulins à farine, situés sur l'Helpe Majeure."
- 1842 : construction du bâtiment qui abritera dans ses ailes l'École (Publique) et en son milieu l'actuelle Mairie. Auparavant la Mairie se trouvait dans un bâtiment situé dans l'actuelle Rue de la Forge.
- 1848 : construction d'une École (Publique) dans le hameau de Zorées. L'École a fermé dans les années 1970.
- 1881 : dictionnaire topographique de l'arrondissement d'Avesnes par M.P. Chevalier - 1881 - les Éditions du Bastion : extrait : "La culture est la même que dans les autres communes du canton, c'est-à-dire celle des céréales, de la pomme de terre et des plantes fourragères. Son industrie est représentée par 2 filatures de laine, la première construite en 1846 et la seconde en 1871. On y compte 2 carrières de pierres, 3 fours à chaux, une brasserie, un moulin à eau, 2 forges de maréchal, une fabrique de poteries, tuiles et drains. Territoire 1345 ha dont 786 de terres labourables, 503 ha de pâtures et prés, 8 ha de bois, 2 ha de landes et 46 ha en divers (jardins, maisons,...). Nombre d'habitants : 850.

Depuis 1900 :

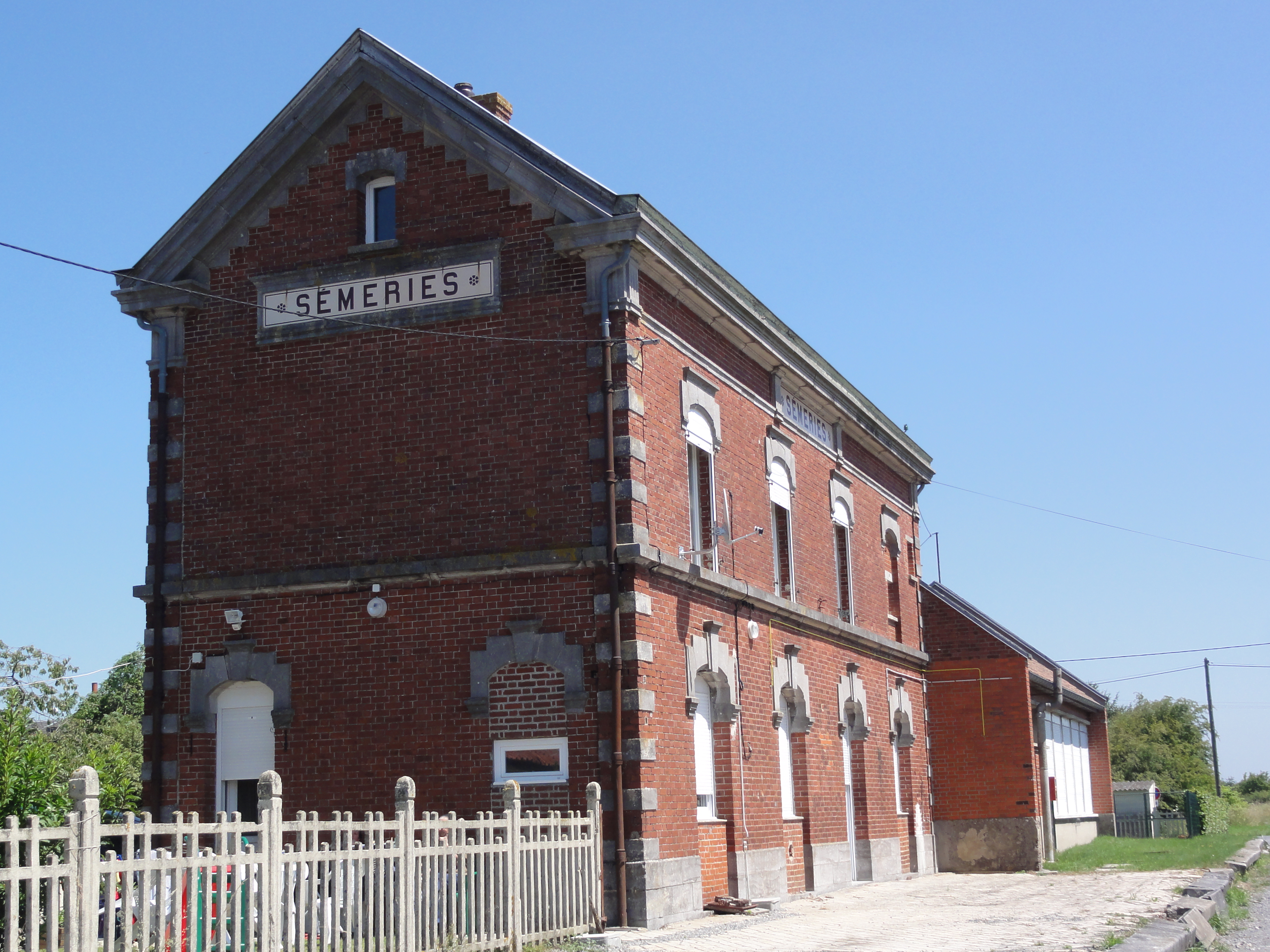
L'ancienne gare

- juillet 1901 : inauguration et mise en service de la ligne de chemin de fer Avesnes-sur-Helpe - Sars-Poteries. La ligne est ouverte au public le 20 juillet 1901. Elle relie Avesnes sur Helpe à Solre-le-Château, via le Flaumont-Waudrechies, Sémeries, Felleries, Beugnies et Sars-Poteries. Une gare "voyageurs" et une halle "marchandises" sont présentes à Sémeries. Jusqu'à la Seconde Guerre mondiale (16 août 1941), le transport des voyageurs est assuré. Ensuite, seul le transport de marchandises composé essentiellement par la livraison de fournitures agricoles (paille, engrais, etc.) subsiste jusqu'en 1953. Les bâtiments existent encore aujourd'hui[27].
- En 1906, Sémeries compte 190 maisons, 200 foyers et 642 habitants[28].

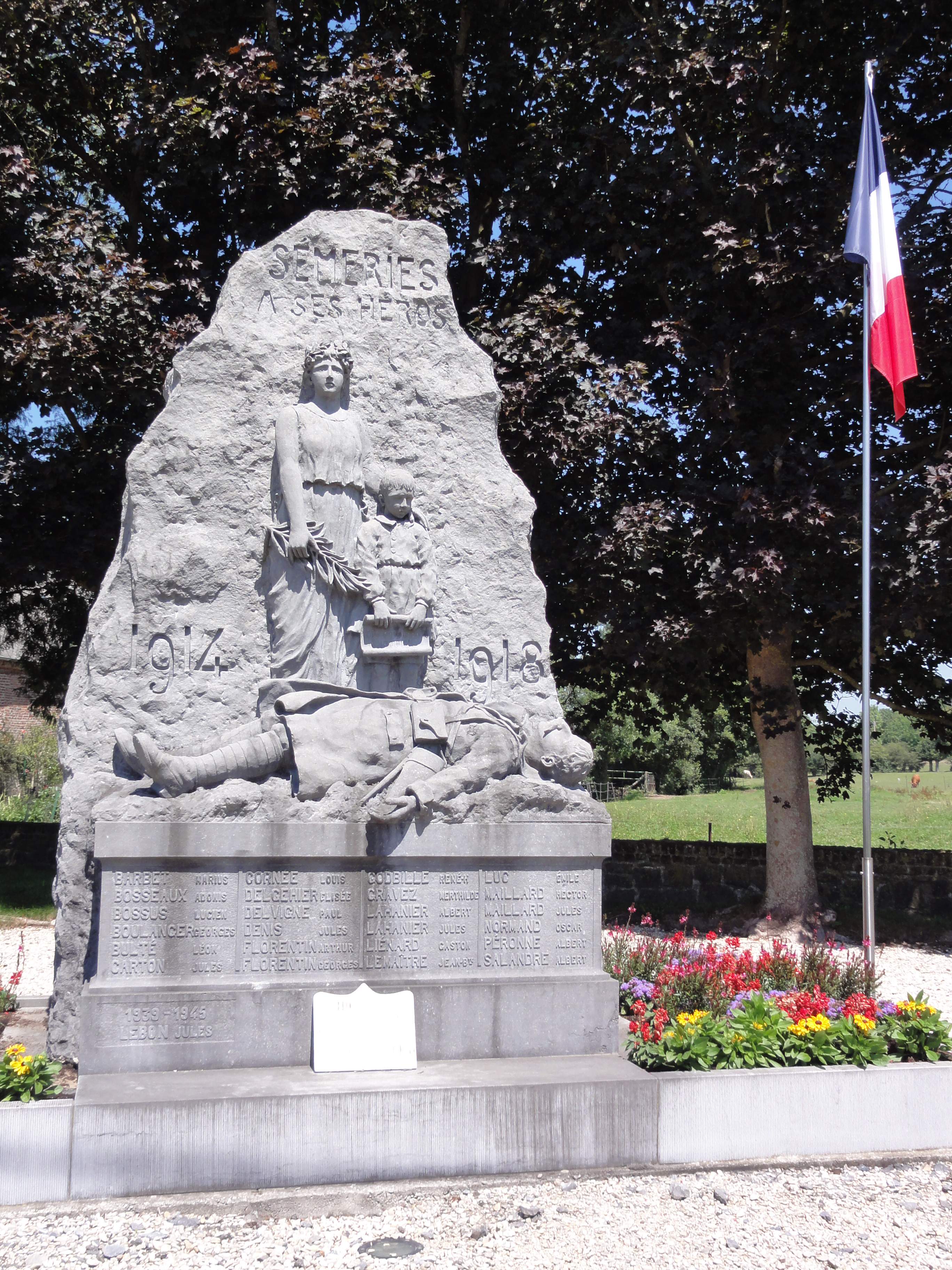
Monument aux morts à Sémeries, par Émile Pouillon

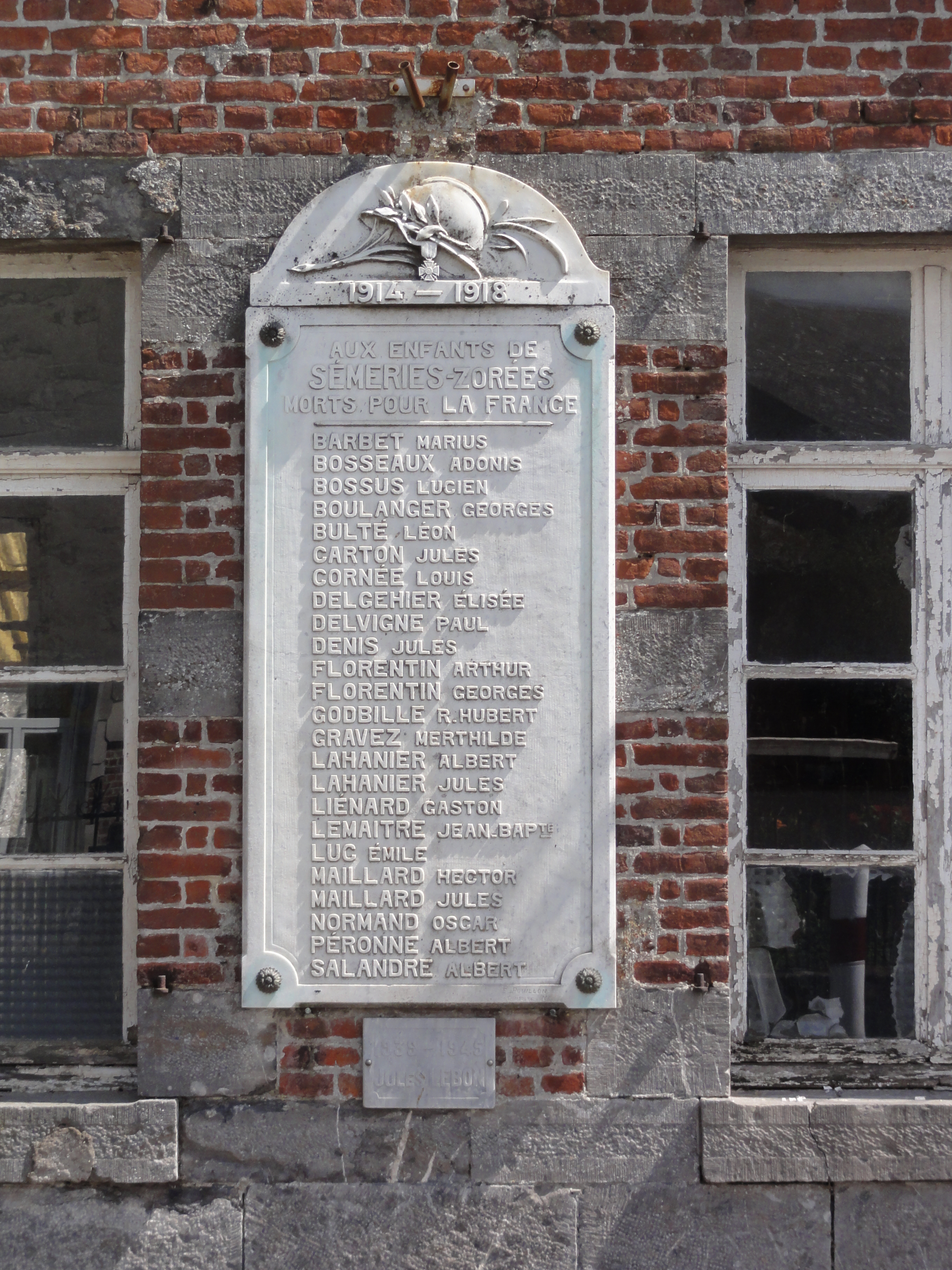
Monument aux morts, plaque à Zorée

- 1914-1918 (Première Guerre mondiale) : après avoir envahi la Belgique, les Allemands entrent en France. Les Français cèdent devant leur poussée. Le 25 août 1914, des soldats Français, battant en retraite, arrivent en provenance de Felleries passent par le lieu-dit "la Ronflette", se dirige vers Le Flaumont puis Avesnes Sur Helpe. Les Allemands suivent. Ils arrivent à Sémeries le 26 août 1914 (11 heures du soir). Entre Zorées et Cantraine, un accrochage a lieu le même jour entre un escadron d'avant garde appartenant à un régiment de Cuirassiers allemand (5e division de cavalerie allemande - IIe armée) provenant de Sains du Nord et un escadron d'arrière garde du 10e régiment de Hussards chargé de couvrir la retraite des 35e et 36e division d'infanterie composant la Ve armée française qui se replient d'Avesnes à Le Nouvion. Après l'accrochage, on dénombre 45 morts chez les Français et 16 parmi les Allemands. Les hussards français se retirent à Etrœungt puis quittent la région en direction de l'Aisne. Sémeries se trouvera ensuite en zone occupée. Le village sera libéré quelques jours seulement avant l'armistice (11 novembre 1918).
- 1922 : un monument aux morts érigé après la Première Guerre mondiale en mémoire des victimes de la guerre se trouve dans le centre du village. Inauguré le 20 août 1922, taillé dans de la pierre bleue de Soignies, il est l'œuvre d'Émile Pouillon sculpteur de Cousolre. Un deuxième monument, simple plaque, se trouve à Zorées sur la façade de l'ancienne école.
- 1940-1945 (Seconde Guerre mondiale) : venue de Belgique, la 7e Panzer (Division blindée), commandée par le Général Erwin Rommel, arrive dans l'Avesnois le 16 mai 1940 en passant par Clairfayt. Elle continue sa progression très rapidement en empruntant la route qui mène de Solre Le Château au « Les 3 pavés », puis poursuit en passant à Avesnes-sur-Helpe (en empruntant l'avenue du Pont Rouge) et continue vers Landrecies. Sémeries, comme beaucoup de communes des alentours, sera ensuite occupée par les Allemands et libérée le 2 septembre 1944 (comme Avesnes-sur-Helpe et Fourmies) par des troupes américaines.
- Vers 1948-1950, à Sémeries, l'école publique primaire devient mixte ; finie l'école des filles d'un côté et l'école des garçons de l'autre.
- 1957 : à partir de cette date les travaux de raccordement des habitations au réseau d'eau potable ont commencé à Sémeries. À l'époque, les travaux s'effectuaient à la pelle, à la pioche et au marteau piqueur. Les écarts ont dû attendre encore quelques années pour être raccordés (ex. Le Lucq en 1975 - dernières maisons de la rue de la Palette).
- 1958-1959 : construction d'une nouvelle école primaire contiguë à la gare de voyageurs SNCF désaffectée. Auparavant, l'école primaire se trouvait dans les ailes de la Mairie. Dans l'aile gauche, une classe rassemblait les élèves des premiers niveaux et dans l'aile droite, une classe rassemblait les "grands" (CE2, CM1, CM2). À partir des années 1960, les "petits" se trouvaient dans la nouvelle école. Les "grands" restant dans l'aile droite de la Mairie. Depuis le début des années 1980, il ne reste plus qu'une classe unique qui se trouve dans la "nouvelle" école.
- 1968 : création du camping "Au bol d'air" - route du Flaumont - par Maurice et Andrée Pecqueriaux.
- 1973 : création de la discothèque "Le Jodid" par Joël et Didier. Aujourd'hui, la discothèque s'appelle l'Oxxo.
- Jusque dans les années 1980, un bureau de poste était présent au centre du village (Rue de Ramousies, non loin de l'église). À l'époque le code postal de la Commune était 59291. Aujourd'hui, l'ancien bureau est un logement et Sémeries dépend du bureau de poste d'Avesnes-sur-Helpe (code postal : 59440).
- Jusque l'année scolaire 1992/1993, une école primaire publique était présente dans le hameau de Zorées (Rue des Grandes Zorées).
- En juin 2003, la boulangerie présente dans le centre du village (à côté du café - impasse de la Forge) ferme ses portes.
- En 2003, une troisième cloche, appelée Marie II, est installée dans le clocher de l'église. Elle remplace la cloche dérobée par l'occupant allemand lors de la Seconde Guerre mondiale.
- 26 mai 2009 : vers 2h00 du matin, de très violents vents ont causé d'importants dégâts sur l'ensemble du territoire de la commune. De nombreux arbres ont été déracinés dont certains ont causé des dégâts sur des bâtiments : arbre tombé sur le toit de la discothèque, arbres tombés sur 3 toitures d'habitations (Rue Nationale - Zorées), sapins tombés dans le terrain de camping, sapins tombés sur le toit d'une chapelle Rue de Sains, toitures de bâtiments (maisons, bâtiments agricoles) emportées ou très endommagées (Brode - Route du Flaumont - Zorées). Des habitants ont été coupés d'électricité pendant 3 jours au vu de l'endommagement du réseau EDF. Inscrits dans une zone d'orages et de tempête qui a concerné principalement l'est de la Picardie, du Nord-Pas-de-Calais mais aussi le Hainaut Belge, à Sémeries, les violents coups de vent, comme une tornade, se sont déplacés sur un axe (sud vers nord), et ont causé des dégâts significatifs sur une largeur moyenne de 4 km. Plus l'on se rapprochait du milieu de cet axe, plus les dégâts étaient importants. Sémeries était situé au cœur de l'axe. En résumé, les dégâts les plus importants pour les bâtiments se trouvent sur une ligne Rue du Fourmanoir (Zorées), Rue du Hameau (Brode) et Rue du Flaumont (centre village). Autres communes touchées : Avesnelles, Étrœungt, La Capelle, Sains-du-Nord, Semousies.Une tornade avait déjà occasionné des dégâts importants sur le hameau de Zorées le 24 juin 1967 et avait ensuite dévasté quasi totalement la commune du Pommereuil.

## Activités économiques
L'activité principale est agricole, plus précisément spécialisée dans la production laitière.
Une douzaine d'exploitations agricoles sont présentes sur Sémeries. La plupart sont spécialisées dans la production laitière et fournissent des laiteries de l'Avesnois et de la Thiérache (fabrication notamment du Maroilles, Boulette d'Avesnes, etc.).
Dans les années 1980, le nombre de fermes était deux fois plus important. Mais les quotas laitiers, le prix du lait pas assez revalorisé auprès des producteurs, les obligations en matière de mises aux normes des exploitations, ont conduit à l'arrêt progressif des petites exploitations qui ne pouvaient plus dégager de revenus suffisants.
Sémeries, à l'instar des communes voisines, se trouve dans le sud Avesnois où une grande partie des terres cultivables sont en état de prairie.
En effet, le sol argileux ralentit la filtration de l'eau dans le sous sol et permet un pousse facilitée de l'herbe. L'herbage y est donc depuis longtemps très développé, d'où l'appellation "des herbagers" pour qualifier les exploitants agricoles locaux, appellation usitée par le passé.
Jusque dans les années 1950, les exploitations agricoles transformaient elles-mêmes leur production et vendaient leur beurre sur le marché d'Avesnes Sur Helpe, l'un des plus grands marchés de France spécialisé en la matière.
Depuis, la collecte du lait est effectuée par les laiteries qui se chargent des tâches de transformation et de commercialisation des productions issues du lait (lait cru, lait en poudre, beurre, fromage).
En dehors de l'activité agricole liée à la production laitière, on trouve à Sémeries des activités liées à des activités indépendantes, sans oublier un terrain de camping, un café, un garage agricole, un pépiniériste, deux maraîchers, une discothèque, etc.

## Politique et administration

### Liste des maires
Maire en 1802-1803 : Nicolas Leclecq.
Maire en 1807 : Fontaine.

Maire en 1939 : Compagnon.
| Période                                  | Période      | Identité             | Étiquette | Qualité |
| ---------------------------------------- | ------------ | -------------------- | --------- | ------- |
| octobre 1947                             | mai 1953     | Maurice Fauconnier   |           |         |
| mai 1953                                 | mars 1965    | Maurice Noël         |           |         |
| mars 1965                                | juin 1995    | Hubert Gravez        |           |         |
| juin 1995                                | mars 2008    | Raymond Lebecq       |           |         |
| mars 2008                                | juillet 2020 | Jean-Luc Defroidmont |           |         |
| juillet 2020                             | En cours     | Hervé Laspalas       |           |         |
| Les données manquantes sont à compléter. |              |                      |           |         |

### Finances locales
Cette sous-section présente la situation des finances communales de Sémeries.
Pour l'exercice 2013, le compte administratif du budget municipal de Sémeries s'établit à 483 000 € en dépenses et 470 000 € en recettes :
En 2013, la section de fonctionnement se répartit en 255 000 € de charges (461 € par habitant) pour 328 000 € de produits (594 € par habitant), soit un solde de 74 000 € (133 € par habitant), :
- le principal pôle de dépenses de fonctionnement est celui des charges de personnels[Note 4] pour une valeur de 113 000 € (44 %), soit 205 € par habitant, ratio inférieur de 17 % à la valeur moyenne pour les communes de la même strate (248 € par habitant). Pour la période allant de 2009 à 2013, ce ratio fluctue et présente un minimum de 145 € par habitant en 2009 et un maximum de 207 € par habitant en 2012 ;
- la plus grande part des recettes est constituée des impôts locaux[Note 5] pour une somme de 152 000 € (46 %), soit 275 € par habitant, ratio voisin de la valeur moyenne de la strate. Sur la période 2009 - 2013, ce ratio augmente de façon continue de 254 € à 275 € par habitant.

Les taux des taxes ci-dessous sont votés par la municipalité de Sémeries. Ils ont varié de la façon suivante par rapport à 2012 :
- la taxe d'habitation constante 14,40 % ;
- la taxe foncière sur le bâti constante 13,38 % ;
- celle sur le non bâti constante 39,43 %.

La section investissement se répartit en emplois et ressources. Pour 2013, les emplois comprennent par ordre d'importance :
- des dépenses d'équipement[Note 7] pour un montant de 221 000 € (97 %), soit 400 € par habitant, ratio supérieur de 20 % à la valeur moyenne pour les communes de la même strate (333 € par habitant). Sur la période 2009 - 2013, ce ratio fluctue et présente un minimum de 133 € par habitant en 2012 et un maximum de 566 € par habitant en 2011 ;
- aucun remboursement d'emprunt[Note 8].

Les ressources en investissement de Sémeries se répartissent principalement en :
- fonds de Compensation pour la TVA pour une valeur totale de 52 000 € (37 %), soit 94 € par habitant, ratio supérieur de 154 % à la valeur moyenne pour les communes de la même strate (37 € par habitant). Pour la période allant de 2009 à 2013, ce ratio fluctue et présente un minimum de 0 € par habitant en 2012 et un maximum de 94 € par habitant en 2013 ;
- subventions reçues pour 27 000 € (19 %), soit 49 € par habitant, ratio inférieur de 40 % à la valeur moyenne pour les communes de la même strate (81 € par habitant).

L'endettement de Sémeries au 31 décembre 2013 peut s'évaluer à partir de trois critères : l'encours de la dette, l'annuité de la dette et sa capacité de désendettement :
- l'encours de la dette pour 1 000 €, soit 1 € par habitant, ratio inférieur de 100 % à la valeur moyenne pour les communes de la même strate (601 € par habitant). Depuis 5 ans, ce ratio est constant et proche de 1 € par habitant[A2 5] ;
- aucune annuité pour la dette. Depuis 5 ans, ce ratio est constant et proche de 0 € par habitant[A2 5] ;
- la capacité d'autofinancement (CAF) pour 67 000 €, soit 122 € par habitant, ratio inférieur de 22 % à la valeur moyenne pour les communes de la même strate (156 € par habitant). En partant de 2009 et jusqu'à 2013, ce ratio fluctue et présente un minimum de 103 € par habitant en 2010 et un maximum de 198 € par habitant en 2009[A2 6]. La capacité de désendettement est de moins d'un an en 2013. Sur une période de 14 années, ce ratio est constant et faible (inférieur à 4 ans).

## Population et société

### Démographie

#### Évolution démographique
L'évolution du nombre d'habitants est connue à travers les recensements de la population effectués dans la commune depuis 1793. Pour les communes de moins de 10 000 habitants, une enquête de recensement portant sur toute la population est réalisée tous les cinq ans, les populations de référence des années intermédiaires étant quant à elles estimées par interpolation ou extrapolation. Pour la commune, le premier recensement exhaustif entrant dans le cadre du nouveau dispositif a été réalisé en 2006.

En 2022, la commune comptait 527 habitants, en évolution de −3,48 % par rapport à 2016 (Nord : +0,51 %, France hors Mayotte : +2,11 %).
| 1793 | 1800 | 1806 | 1821 | 1831 | 1836 | 1841 | 1846 | 1851 |
| ---- | ---- | ---- | ---- | ---- | ---- | ---- | ---- | ---- |
| 480  | 396  | 557  | 575  | 690  | 711  | 701  | 732  | 770  |

| 1856 | 1861 | 1866 | 1872 | 1876 | 1881 | 1886 | 1891 | 1896 |
| ---- | ---- | ---- | ---- | ---- | ---- | ---- | ---- | ---- |
| 754  | 782  | 751  | 850  | 875  | 799  | 794  | 776  | 681  |

| 1901 | 1906 | 1911 | 1921 | 1926 | 1931 | 1936 | 1946 | 1954 |
| ---- | ---- | ---- | ---- | ---- | ---- | ---- | ---- | ---- |
| 659  | 642  | 635  | 624  | 613  | 591  | 578  | 585  | 605  |

| 1962 | 1968 | 1975 | 1982 | 1990 | 1999 | 2006 | 2011 | 2016 |
| ---- | ---- | ---- | ---- | ---- | ---- | ---- | ---- | ---- |
| 572  | 542  | 542  | 529  | 579  | 540  | 519  | 547  | 546  |

| 2021 | 2022 | - | - | - | - | - | - | - |
| ---- | ---- | - | - | - | - | - | - | - |
| 533  | 527  | - | - | - | - | - | - | - |

#### Pyramide des âges
La population de la commune est relativement jeune.
En 2018, le taux de personnes d'un âge inférieur à 30 ans s'élève à 29,8 %, soit en dessous de la moyenne départementale (39,5 %). À l'inverse, le taux de personnes d'âge supérieur à 60 ans est de 26,9 % la même année, alors qu'il est de 22,5 % au niveau départemental.
En 2018, la commune comptait 289 hommes pour 255 femmes, soit un taux de 53,13 % d'hommes, largement supérieur au taux départemental (48,23 %).
Les pyramides des âges de la commune et du département s'établissent comme suit.
| Hommes | Classe d’âge | Femmes |
| ------ | ------------ | ------ |
| 0,7    | 90 ou +      | 1,6    |
| 5,3    | 75-89 ans    | 8,4    |
| 19,6   | 60-74 ans    | 18,6   |
| 22,5   | 45-59 ans    | 22,0   |
| 20,3   | 30-44 ans    | 21,7   |
| 14,1   | 15-29 ans    | 11,2   |
| 17,6   | 0-14 ans     | 16,5   |

| Hommes | Classe d’âge | Femmes |
| ------ | ------------ | ------ |
| 0,5    | 90 ou +      | 1,4    |
| 5,3    | 75-89 ans    | 8,1    |
| 14,8   | 60-74 ans    | 16,2   |
| 19,1   | 45-59 ans    | 18,4   |
| 19,5   | 30-44 ans    | 18,7   |
| 20,7   | 15-29 ans    | 19,1   |
| 20,2   | 0-14 ans     | 18     |

### Cultes
Église présente au centre village. Sémeries fait partie de la Paroisse Bon Pasteur (Diocèse de Cambrai).
- Sémeries sur le site de la paroisse Bon Pasteur en Avesnois
- Site internet du diocèse de Cambrai

## Lieux et monuments
Monuments
- L'église Saint Rémi date de 1617 (classement monuments historiques - arrêté du 10/04/1948), l'architecture extérieure date du XIXe. Elle possède des fonts baptismaux en grès de 1585.
- Adossé à l'église se trouve "le dieu de Pitié". C'est une petite chapelle hexagonale de 1543 qui abrite un Christ assis et les mains liées. Cette chapelle est un mausolée érigé à la mémoire de Hubert Lucarne et de sa femme (classement monuments historiques - arrêté du 23/11/1943).
- Le troisième monument classé correspond à la Chapelle Notre-Dame de Walcourt XVIIIe (classement monuments historiques - arrêté du 10/04/1948).
- Un monument aux morts érigé après la Première Guerre mondiale se trouve dans le centre du village. Inauguré le 20 août 1922, taillé dans de la pierre bleue de Soignies, il est l'œuvre d'Émile Pouillon sculpteur de Cousolre. Le monument mesure 3,5 mètres.
- Il existe également plusieurs oratoires disséminés sur le territoire de la commune.

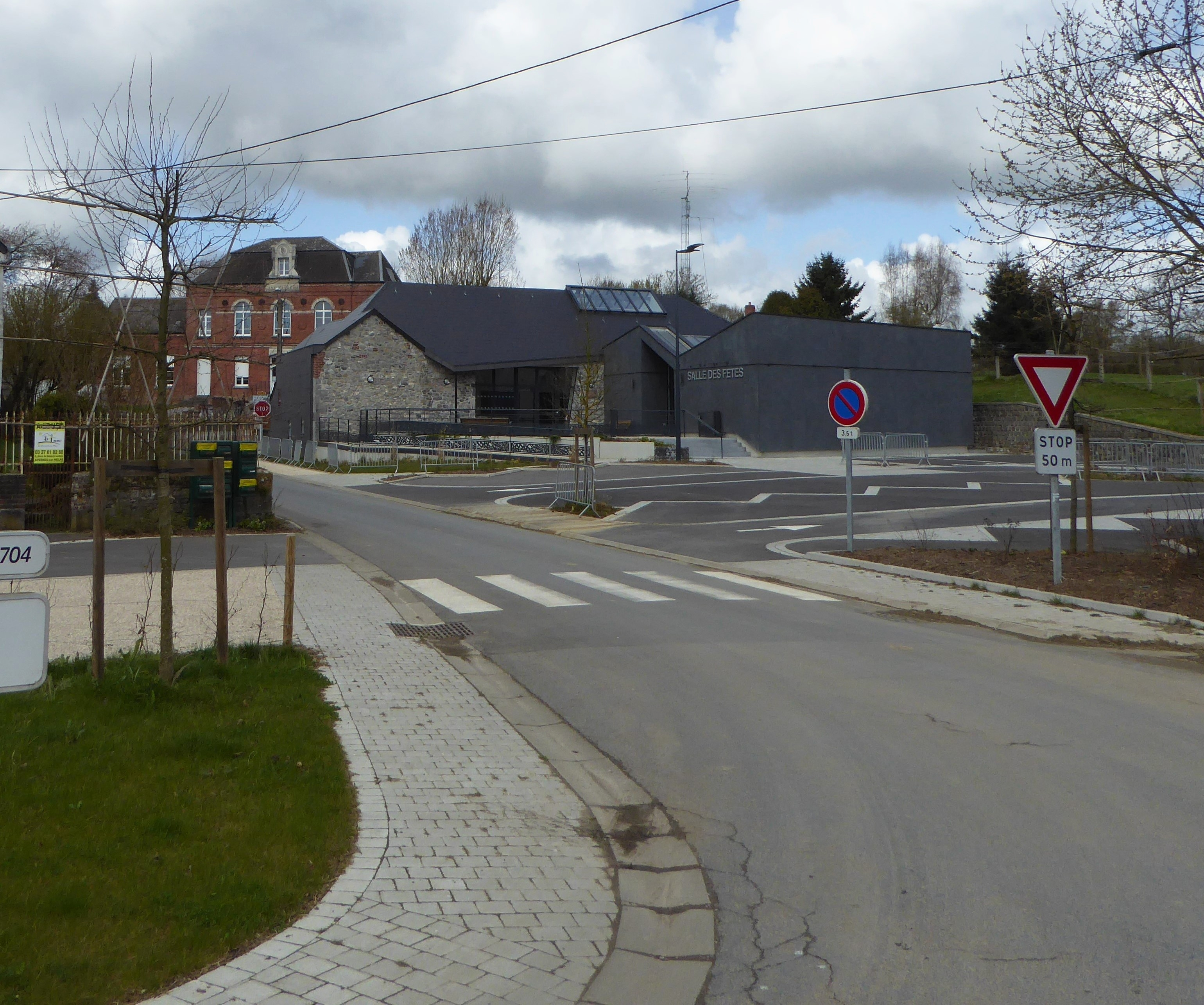
Sémeries, la salle des fêtes
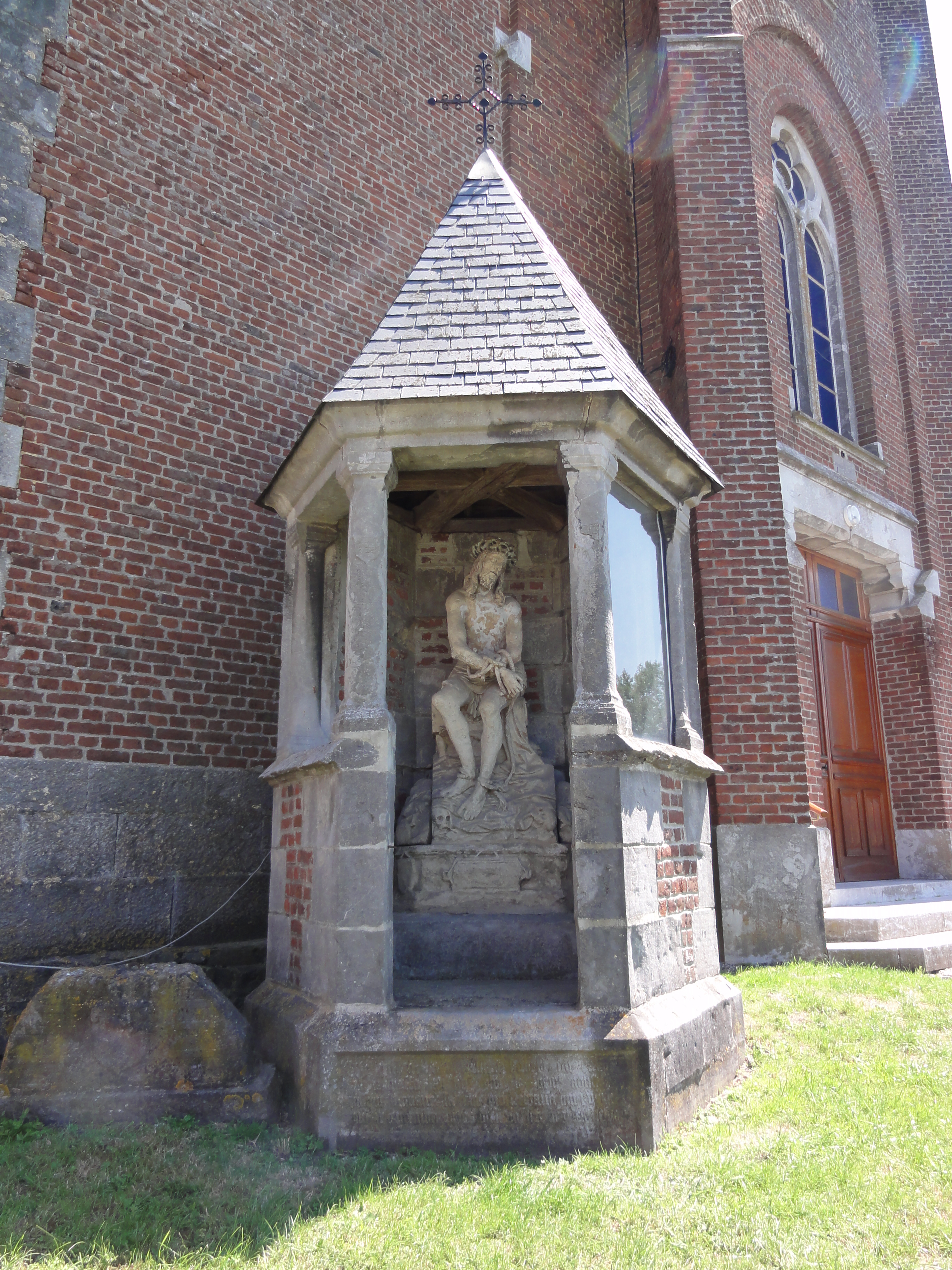
Christ aux liens (Dieu de Pitié), MH
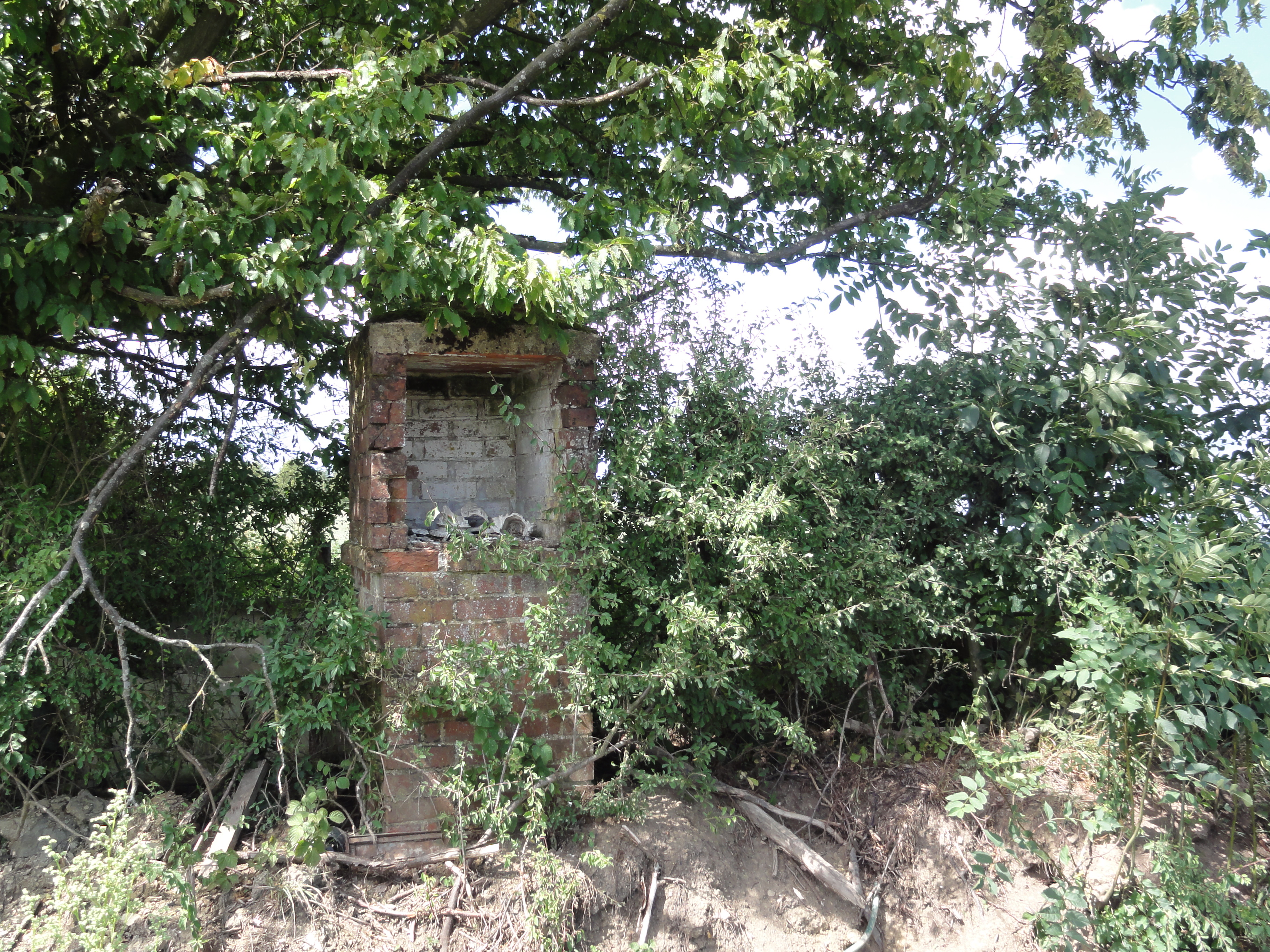
Chapelle rue de la Cure
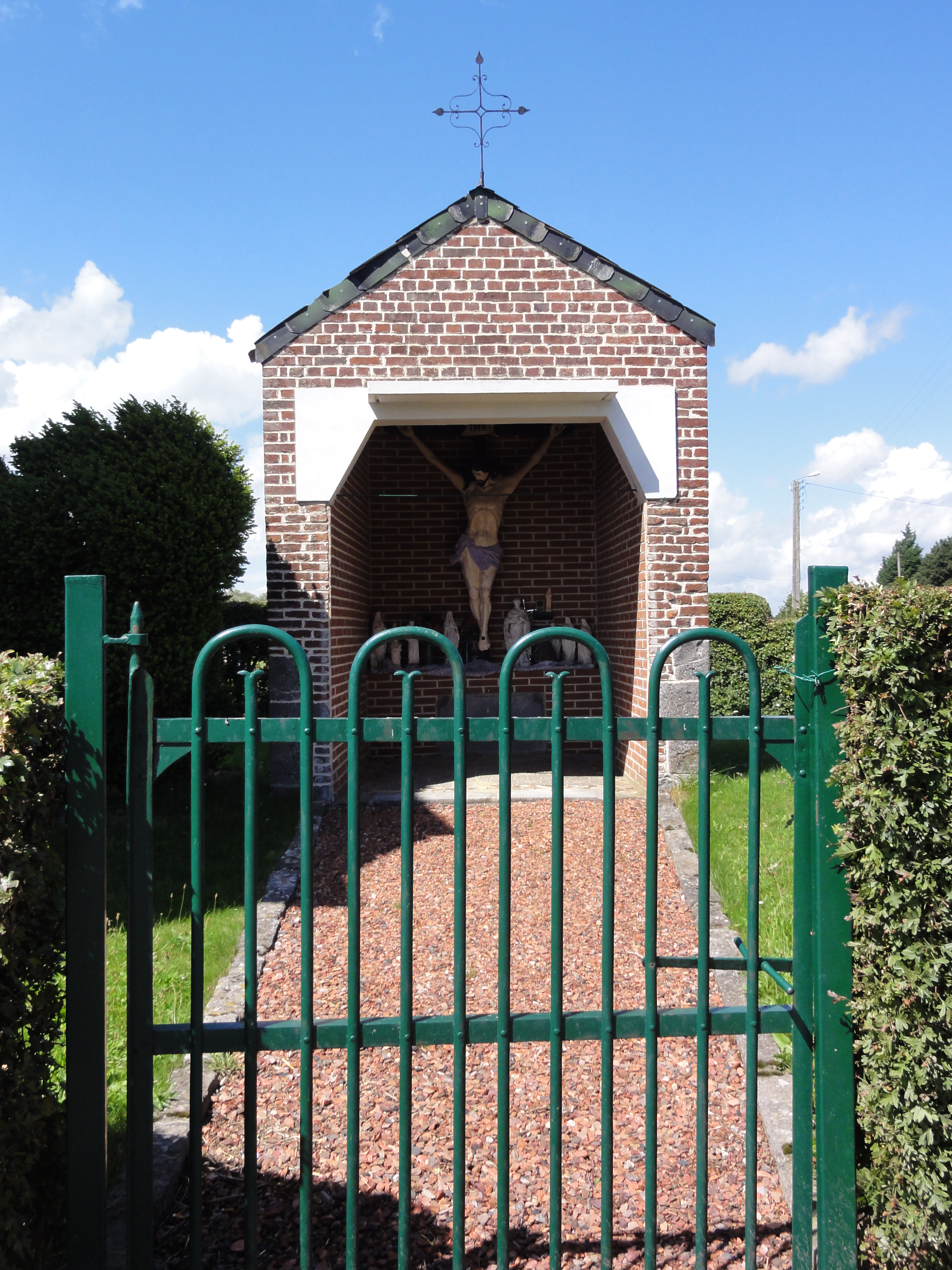
Calvaire à Zorées
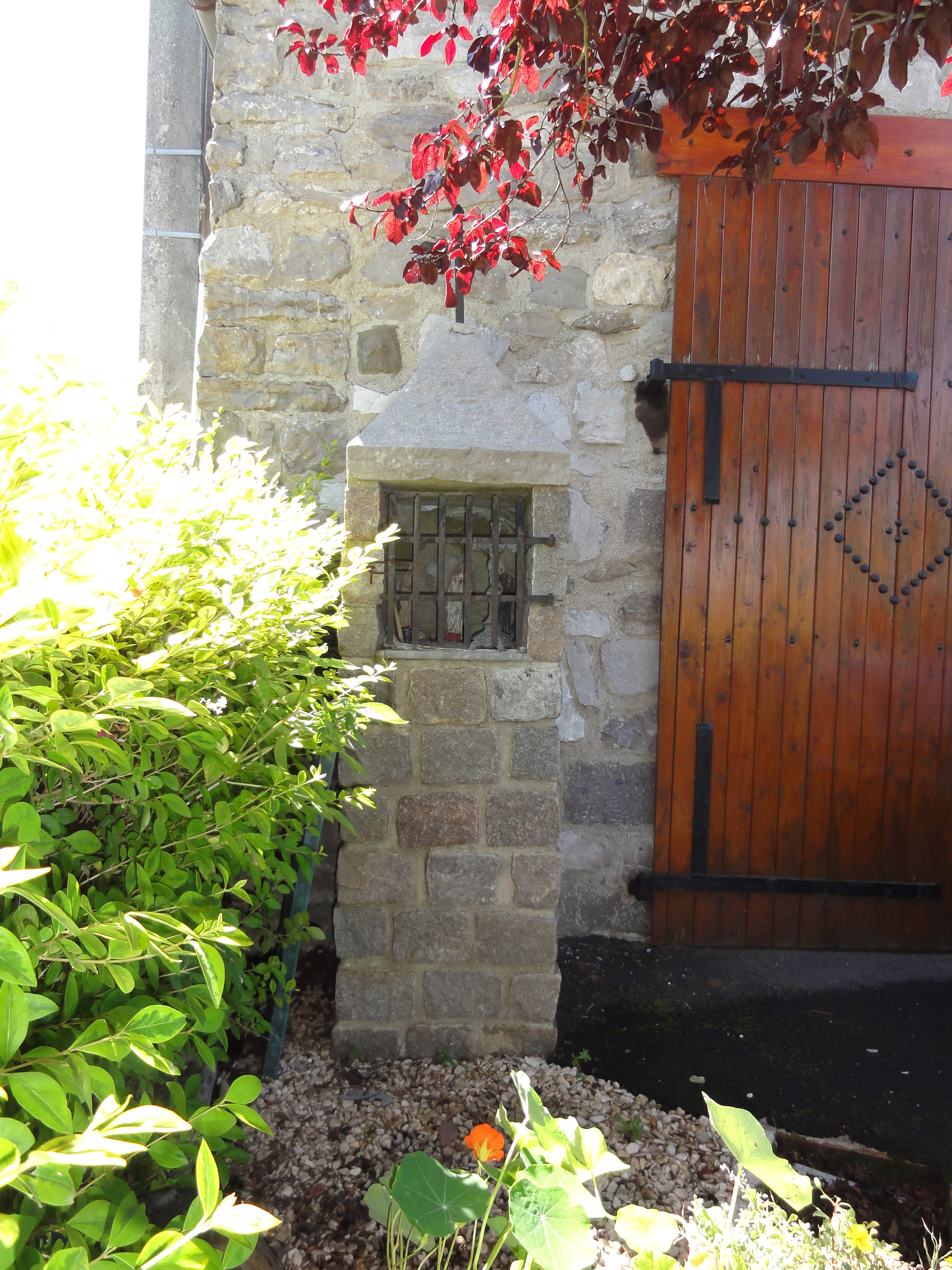
Chapelle devant une ferme à Zorées
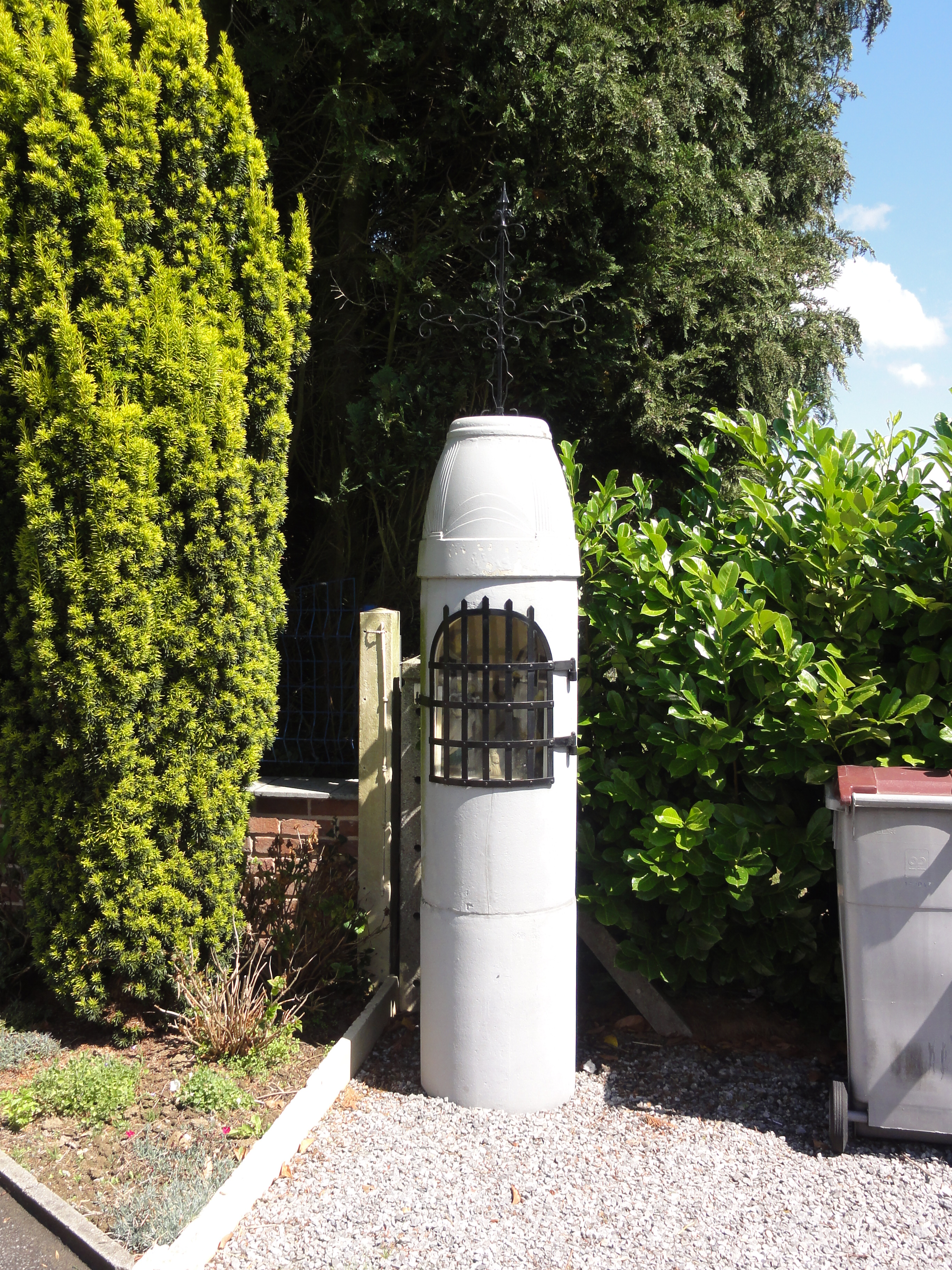
chapelle St.Druon et St. Fiacre à Zorées
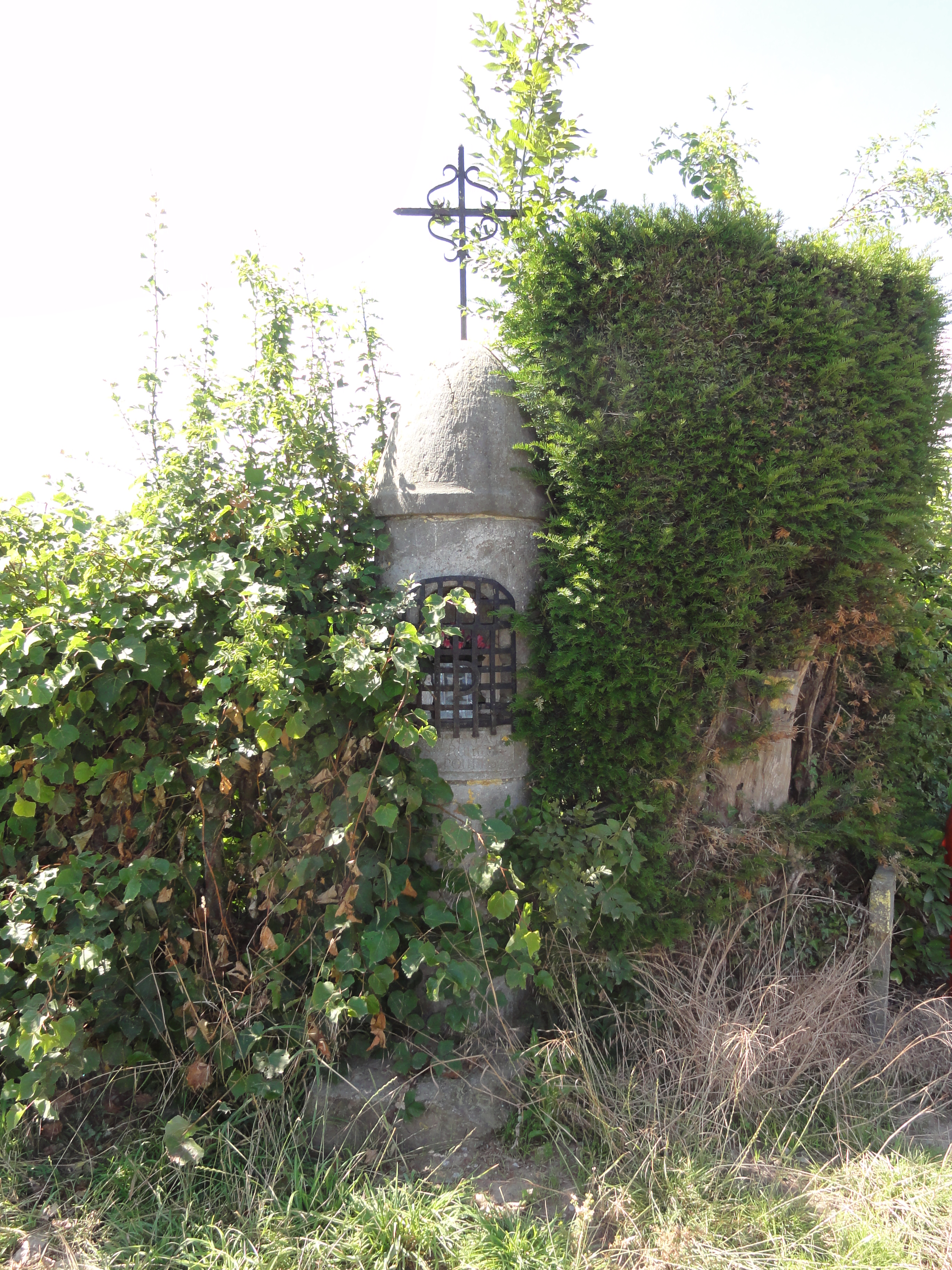
chapelle Ste Face à Zorées

Lieux-dits
Baquy, Brode, le Dachet, les Merliers, la Quertelle, la Ronflette, le Champ fleuri, etc.
Sentiers de promenade et de randonnées
5 circuits passant par Sémeries ont été réalisés :
- Sentier des moulins à eau : circuit de 15,0 km. Parcours facile
- Circuit des haies et des ruisseaux : circuits : 13,0 km - 9,0 km.
- Circuit du Camp de césar : circuits : 11,0 km - 3,7 km.
- Circuit d'Avesnelles : circuit de 13,5 km.
- Les méandres de l'Helpe majeure' : circuit de 38,0 km.

### Festivités
Annuellement, deux ducasses (fêtes foraines) sont organisées à Sémeries :
- La ducasse du village : première dans l'année, elle a lieu au centre du village le 4e week-end de juin
- La ducasse de Zorées : deuxième dans l'année, elle se tient dans le hameau de Zorées le week-end suivant le 15 août

## Pour approfondir